# 김정호 (1931년)
김정호(金正浩, 1931년 11월 21일 ~ 2013년 7월 15일)는 대한민국의 군인 출신 정치인이다.

## 생애
경상남도 고성군 출생이며 아호(雅號)는 해암(海岩)이다.
해군본부 해병참모부장, 13대 해병대 사령관(1979~1981년), 국가보위비상대책위원, 제11대 국회의원(전국구, 민주정의당), 한일의원연맹 간사, 건양기업·대한중석광업 대표 등을 지냈다.

## 학력
- 대한민국 해병작전학교 졸업
- 대한민국 육군보병학교 졸업
- 미국 버지니아 종합군사학원 졸업
- 미국 미주리 종합군사학원 졸업
- 미국 육군참모대학교 졸업
- 미국 해병참모대학교 졸업
- 미국 합동참모대학교 졸업
- 대한민국 국방대학교 행정학사
- 대한민국 국방대학원 행정학 석사

### 비학위 수료
- 서울대학교 경영대학원 최고경영자과정 수료

## 역대 선거 결과
| 실시년도 | 선거  | 대수 | 직책     | 선거구 | 정당       | 득표수      | 득표율         | 순위        | 당락 | 비고 |
| -------- | ----- | ---- | -------- | ------ | ---------- | ----------- | -------------- | ----------- | ---- | ---- |
| 1981년   | 총선  | 11대 | 국회의원 | 전국구 | 민주정의당 | 5,776,624표 | \| \| 35.6% \| | 전국구 10번 |      | 초선 |
|          | 35.6% |      |          |        |            |             |                |             |      |      |